# Italian Carnaval 4
Italian Carnaval 4 è un album dei Tukano, pubblicato nel 1986 da Duck Record in formato LP e musicassetta e distribuito da Dischi Ricordi.

## L'album
Il disco è interamente dedicato alle canzoni della radio, le canzoni cosiddette d'epoca, a cavallo tra gli anni '30 e '50 del secolo scorso, portate al successo dal Trio Lescano, Alberto Rabagliati, Natalino Otto e molti altri cantanti di quei periodi. I brani sono tutti riproposti in medley in chiave italo dance.
Dal 1988 l'album è stato pubblicato anche in formato CD. Nel 1989 la Dischi Ricordi ristampa l'album in formato LP, musicassetta e CD all'interno della collana economica Orizzonte.

## Tracce
Lato A
1. Radio dance – 21:21 (Riccardo Zara)

Durata totale: 21:21
Lato B
1. Radio Dance – 20:55 (Riccardo Zara)

Durata totale: 20:55

## Crediti
- Voci soliste e corali: Tukano
- Voci corali: Riccardo Zara
- Produzione: Bruno Barbone
- Arrangiamenti: Riccardo Zara